# László Hárs
Pál László Hárs (Geburtsname: László Pál Török; * 3. Juli 1923 im VI. Budapester Bezirk „Terézváros“, Budapest; † 21. Oktober 1990 im XII. Budapester Bezirk „Hegyvidék“, Budapest) war ein Diplomat und Offizier in der Volksrepublik Ungarn, der unter anderem von 1976 bis 1981 außerordentlicher und bevollmächtigter Botschafter in Ghana, Togo und Benin sowie in der Elfenbeinküste war.

## Leben
Der als László Pál Török geborene Pál László Hárs, Sohn von Margit Hukk, absolvierte von 1940 bis 1943 eine Berufsausbildung zum Maschinenschlosser und Elektrotechniker in der Hauptwerkstatt Nord der staatlichen Eisenbahn gesellschaft MÁV (Magyar Államvasutak) und war dort im Anschluss bis 1944 als Maschinenschlossergeselle tätig. Von 1944 bis Juni 1945 war er bei der Budapester Transportgesellschaft BSZKRT (Budapest Székesfővárosi Közlekedési Rt.) beschäftigt. Nach einem dreiwöchigen Lehrgang an der Parteischule der Ungarischen Kommunistischen Partei MKP (Magyar Kommunista Párt) trat er im Juni 1945 als Polizist auf Probe in Budapest in die Ungarische Staatspolizei (Magyar Államrendőrség) ein. Er wurde am 18. November 1945 in den Polizeidienst übernommen und versah seinen Dienst im Budapester Polizeipräsidium, wo er am 5. März 1946 zum Leutnant (Hadnagy) befördert wurde. Am 2. August 1948 wurde er als Oberleutnant (Főhadnagy) in die damals eigenständige Staatsschutzbehörde ÁVH (Államvédelmi Hatóság) übernommen. Er besuchte 1949 einen sechsmonatigen Lehrgang an der Parteischule der Ungarischen Werktätigen MDP (Magyar Dolgozók Pártja), wurde am 1. Januar 1950 zum Hauptmann (Százados) sowie 1952 zum Major (Őrnagy) befördert und war vom 28. September 1951 bis April 1952 Leiter der Abteilung ÁVH VIII/1.
Vom 2. Mai 1952 bis Dezember 1955 war Hárs offiziell Attaché an der Botschaft in den USA, tatsächlich jedoch Resident des Geheimdienstes in Washington, D.C. und wurde als solcher am 1. April 1955 zum Oberstleutnant (Alezredes) befördert. 1956 wurden ihm sowie dem Gesandten Szarka und dem Zweiten Sekretär Csapala im Rahmen einer Anhörung im US-Senat vom damaligen Präsidenten des Ungarischen Nationalrates und ehemaligen Präsidenten der ungarischen Nationalversammlung (Nemzetgyűlés) Béla Varga vorgeworfen, terroristische Anschläge in den USA geplant zu haben. Nach seiner Rückkehr übernahm er Funktionen im Innenministerium (Belügyminisztérium) in der Abteilung BM II/2 Spionageabwehr (Kémelhárítás), vom 1. Januar 1957 bis Juni 1957 als stellvertretender Leiter der Zentralen Auswertungs- und Informationsabteilung (Központi Értékelő és Tájékoztató Osztály) sowie zwischen dem 4. Juni 1957 und dem 19. Juni 1961 stellvertretender Leiter der Abteilung BM II/6 Sabotageabwehr (Szabotázs-elhárítás). Danach wurde er bis August 1962 in der Abteilung BMII/2 sowie nach der Neuorganisation der Staatssicherheitsaufgaben von August 1962 bis zu 31. Mai 1964 in der Gruppe BM III/II Spionageabwehr (Kémelhárítás) in der Liste der sogenannten „streng geheimen Staatssicherheitsbeamten“ SZT (Szigorúan titkos állományú állambiztonsági tisztek) geführt, eine Kategorie des professionellen Personals der ungarischen Geheimdienste, die in verdeckter Funktion operierten.
Offiziell war er von 1961 bis 1962 Leiter der Hauptabteilung Verwaltung im Außenministerium (Külügyminisztérium) sowie zwischen dem 3. September 1962 und dem 3. Oktober 1967 Botschaftsrat Erster Klasse an der Botschaft in Japan, ehe er vom 4. Oktober bis zum 10. November 1967 Leiter der Hauptabteilung Konsularangelegenheiten des Außenministeriums war. Am 1. Dezember 1967 kehrte er als Oberstleutnant in den Dienst des Innenministeriums zurück und wurde daraufhin als SZT-Offizier als inoffizieller Mitarbeiter der Gruppe BM III/I Aufklärung (Hírszerzés) beziehungsweise der Abteilung BM III/I-9 Erstellung von Dokumentationen und Dokumenten (Dokumentációk és okmányok készítése) geführt, ehe er offiziell vom 1. Juli 1970 bis zum 31. Mai 1971 als Leiter der Abteilung BM III/I-11 Nachrichtendienste in Drittländern und auf inländischer Basis (Hírszerzés harmadik országokban és hazai bázison). Danach wurde er vom 1. Juni 1971 bis zu seinem Eintritt in den Ruhestand am 30. September 1981 als SZT-Offizier und inoffizieller Mitarbeiter dieser Abteilung geführt.
Nach einem Spezialisierungslehrgang an der Marxismus-Leninismus-Abenduniversität fungierte László Hárs offiziell zwischen 1971 und 1973 als Leiter einer Abteilung des Instituts für Kulturelle Beziehungen (Kulturális Kapcsolatok Intézet) und wurde im Anschluss von 1973 bis 1975 an die Botschaft in Pakistan versetzt, an der er Gesandter sowie 1975 kurzzeitig Geschäftsträger war. Am 13. Februar 1976 wurde er Nachfolger von János Pataki außerordentlicher und bevollmächtigter Botschafter in Ghana und verblieb auf diesem Posten bis zum 30. Juli 1981, woraufhin Lajos Bozi ihn ablöste. Zugleich war er als Botschafter zwischen 1976 und 1981 in Togo, Benin sowie in der Elfenbeinküste akkreditiert. Obwohl die Leiter von Botschaften und Handelsvertretungen nicht für die Arbeit für den Geheimdienst rekrutiert werden durften, gab es jedoch viele von ihnen, die zuvor im Nachrichtendienst gearbeitet hatten und von dort den Posten eines Botschafters erreichten, als sie – zumindest formal – ihre Verbindung abbrachen mit dem Geheimdienst, vor allem, um im Falle einer Ergreifung einen großen diplomatischen Skandal zu vermeiden. Am 30. September 1981 ist er in den Ruhestand getreten.